# Lucio Fulci
Lucio Fulci [ˈlut͡ʃo ˈfult͡ʃi], né le 17 juin 1927 à Rome et mort le 13 mars 1996 dans la même ville, est un réalisateur, scénariste, acteur et parolier italien.
Il s'est distingué dans des westerns et des comédies — à commencer par celles avec Totò ainsi qu'avec le duo comique Franco et Ciccio —, il a été pionnier en mettant en scène le premier musicarello (Les Mordus du juke-box, 1959), mais il est connu surtout pour ses gialli et films d'épouvante, considérés comme extrêmement violents et choquants à leur époque. Cela a valu au réalisateur d'être surnommé « le poète du macabre » ou « le parrain du gore » par les critiques de genre et les cinéphiles, à l'origine une référence à Edgar Allan Poe, dont il a librement adapté l'œuvre dans Le Chat noir (1981).
Un de ses premiers gialli est Perversion Story (1969), une réinterprétation de Sueurs froides d'Alfred Hitchcock tournée aux États-Unis avec Jean Sorel, Marisa Mell et Elsa Martinelli. Son film suivant sur l'Italie de l'Inquisition, Liens d'amour et de sang (1969), est inspiré de la vie tragique de Beatrice Cenci (1577-1599) ainsi que de l'ouvrage Chroniques italiennes (1836-1839) de Stendhal. Il tourne ensuite deux films mettant en vedette l'actrice brésilienne Florinda Bolkan, d'abord dans Le Venin de la peur (1971) et son lot de fantasmes psychanalytiques et psychédéliques, puis dans La Longue Nuit de l'exorcisme (1972) un giallo rural tourné dans le Mezzogiorno et parfois considéré comme son chef-d'œuvre. À l'international, Fulci est surtout connu pour son film d'horreur culte L'Enfer des zombies (1979), et comme l'auteur de la « trilogie de la mort », qui comprend Frayeurs, L'Au-delà et La Maison près du cimetière, tous trois avec l'actrice britannique Catriona MacColl.

## Biographie

### Jeunesse

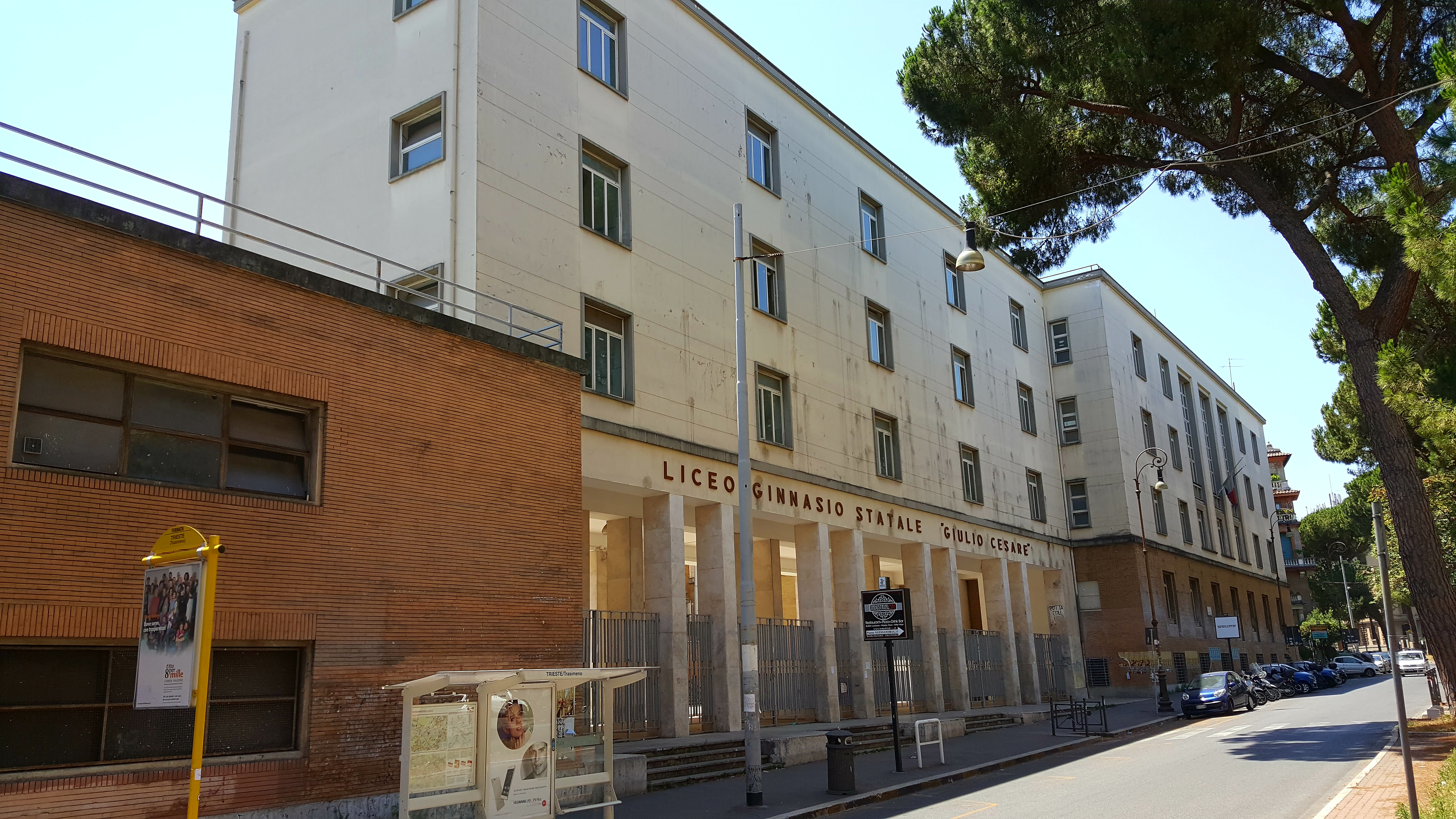
Le à Rome. Il a été fréquenté par Fulci dans les années 1940.

Lucio Fulci est né à Rome, dans le quartier populaire de Trastevere, le 17 juin 1927. Sa mère, Lucia, était issue d'une famille sicilienne pauvre mais réputée, politiquement anti-fasciste, de Messine, en Sicile. Elle est tombée amoureuse d'un cousin des siens, mais quand sa famille s'est opposée à cette relation, elle s'était enfuie à Rome pour vivre avec lui. Le couple s'est séparé peu de temps avant la naissance de Lucio. Lucio Fulci a fréquenté le Convitto nazionale, puis est allé à Venise pendant trois ans pour fréquenter le Collegio Navale, où il a joué au football comme gardien de but dans des équipes de jeunes Vénitiens. De retour à Rome, il s'inscrit au liceo classico statale Giulio Cesare (it) (lycée classique d'état Jules César) et commence à fréquenter les cercles intellectuels gravitant autour du parti communiste italien.
Après avoir terminé ses études secondaires, Fulci s'intéresse à l'art, à la musique et au cinéma. Cependant, sa mère aurait préféré qu'il s'inscrive à l'université. Pour faire plaisir à sa mère, Fulci s'inscrit à la faculté de médecine, mais ne termine pas ses études. Plus tard, il s'inscrit en littérature et en philosophie et obtient une licence,. Fulci commence à fréquenter le Gruppo Arte Sociale (Groupe d'art social), fondé par des peintres comme Renzo Vespignani, puis commence à travailler comme pigiste au Il Messaggero à Rome. Plus tard, il se met à écrire pour la Gazzetta delle Arti.

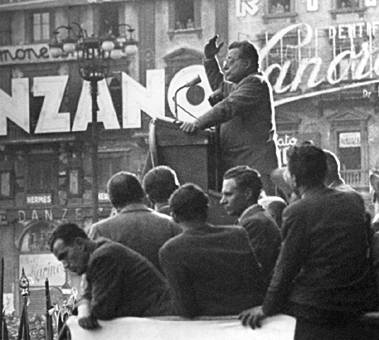
Un meeting de Palmiro Togliatti, secrétaire général du parti communiste italien.

La relation avec sa mère devenant problématique, Fulci va habiter avec Vespignani. Il commence à exercer divers métiers, notamment celui d'animateur dans les spectacles d'un fakir. Son entrée dans le monde du cinéma est due à une déception amoureuse. Après que son amie ait rompu avec lui, Fulci décide de s'inscrire au Centro Sperimentale di Cinematografia (CSC). Lors de l'examen final au CSC, il prend à partie Luchino Visconti, alors président du jury, en l'accusant d'avoir plagié Jean Renoir pour réaliser de nombreux plans des Amants diaboliques.
Après la tentative d'assassinat du secrétaire général du parti communiste italien Palmiro Togliatti par un illuminé le 14 juillet 1948, des manifestations spontanées se produisent et une grève générale est déclenchée. La grève se prolonge jusqu'au 16 juillet, où le gouvernement menace de faire intervenir l’armée. Fulci est arrêté pour avoir participé aux manifestations. Il est par conséquent condamné à trois mois de prison avec libération conditionnelle. Après cela, sa mère a décidé de laisser son fils revenir à la maison.
Fulci fait ses débuts au cinéma en 1950, en dirigeant la seconde équipe de Les Derniers Jours de Pompéi, réalisé par Marcel L'Herbier et Paolo Moffa, puis réalise trois documentaires d'actualités cinématographiques : Una lezione di sistema avec Fulvio Bernardini, Il sogno di Icaro et Pittura italiana del dopoguerra. Mauro Bolognini le présente à Steno qui, après en avoir discuté avec Totò, l'engage comme assistant réalisateur. Avec Steno et Totò, Fulci entame une longue collaboration qui l'amène à écrire une quinzaine de scénarios, dont ceux de Totò en couleurs, Totò en enfer et Totò dans la lune. Mais Fulci a également écrit les scénarios de films qui sont devenus des classiques de la comédie à l'italienne, comme L'uomo, la bestia e la virtù (d'après L’Homme, la bête et la vertu de Pirandello) ou Les Gaîtés de la correctionnelle. Dans ce dernier film, il invente le personnage de Nando Mericoni, qui apparaîtra plus tard dans Un Américain à Rome.

### Le musicarello, la comédie et la comédie érotique

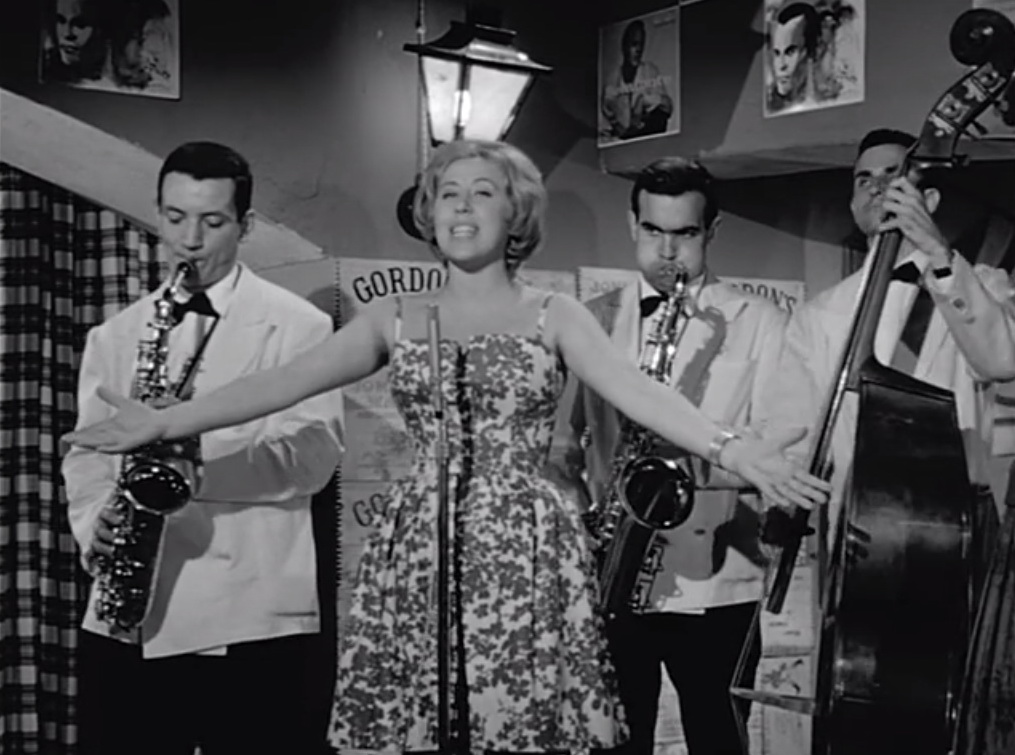
Une scène des Mordus du juke-box, le premier musicarello réalisé par Fulci.

Il fait ses débuts derrière la caméra en 1959, avec I ladri. C'est Totò qui souhaitait que Fulci réalise le film, et pour cela, il a accepté de jouer un petit rôle dans le film. La relation entre les deux hommes s'est rapidement détériorée quand ils se sont tous les deux amourachés de la même femme. Fulci a déclaré par la suite qu'il n'avait accepté la réalisation de I ladri qu'à cause de ses difficultés financières, et qu'il aurait préféré poursuivre une activité de scénariste. Le film, à petit budget, ne remporte pas de succès. Fulci enchaîne avec son premier musicarello, Les Mordus du juke-box, qui reçoit un accueil beaucoup plus encourageant. À côté d'Adriano Celentano dont le film lance la carrière au cinéma, figurent Mario Carotenuto, Tony Dallara et Fred Buscaglione. En 1960, Fulci réalise un autre musicarello, Les Hurleurs, toujours avec Carotenuto et Celentano rejoint cette fois par d'autres noms connus de la variété italienne comme Gianni Meccia, Joe Sentieri et Mina. Le film lance la chanson 24.000 baci, écrite par Piero Vivarelli et Fulci lui-même qui deviendra le grand succès d'Adriano Celentano.
Dans les années 1960, Fulci rencontre Franco Franchi et Ciccio Ingrassia lors d'un Festival dell'avanspettacolo. Bien qu'il ne soit pas le premier à les découvrir, Fulci contribue grandement à former leur duo comique, Franco et Ciccio, en répartissant les rôles entre Ciccio qui devait incarner un homme raisonnable et cultivé, et Franco l'acolyte déjanté. En quelques années, Fulci devient le réalisateur favori du duo, les mettant en vedette dans une douzaine de films. Le premier était Deux de la légion. Fulci a réalisé quelques parodies très réussies pour le duo, comme 002 Agents secrets, Les Deux Parachutistes et Deux Dangers publics , jusqu'à Il lungo, il corto, il gatto, qui marque leur dernière collaboration. Selon le critique Paolo Albiero, Lucio Fulci a mis sa compétence technique au service des gags des deux humoristes siciliens et leur collaboration est analogue à celle que le réalisateur Steno a eu avec Totò.

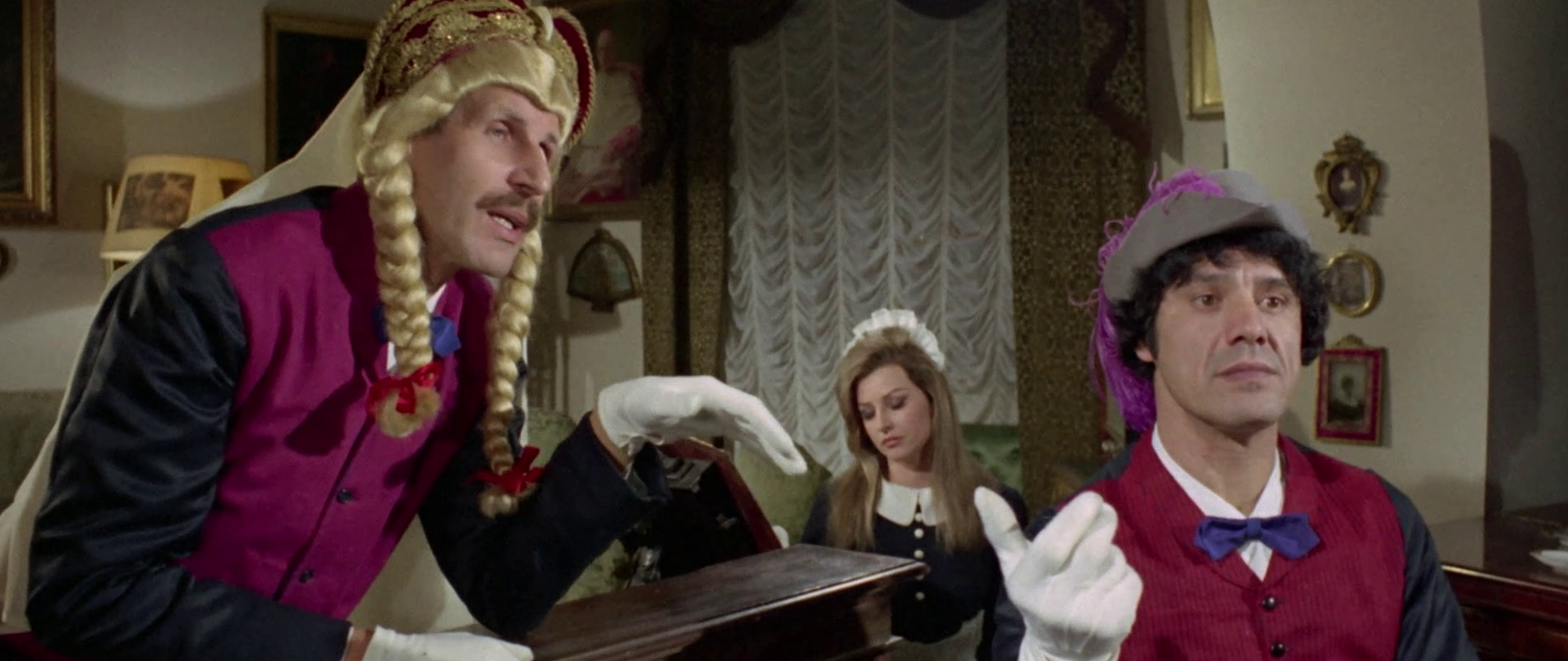
Franco et Ciccio avec lesquels Fulci a tourné 13 films (ici dans Il lungo, il corto, il gatto).

Pendant sa période de comédies, Fulci a également dirigé d'autres comiques italiens célèbres, tels que Raimondo Vianello, Sandra Mondaini, Vittorio Caprioli, Walter Chiari, Enrico Maria Salerno et Franca Valeri. Après avoir évolué vers le giallo, Fulci revient à la comédie en 1972, en réalisant Obsédé malgré lui. Ce film au titre original interminable (Nonostante le apparenze... e purché la nazione non lo sappia... All'onorevole piacciono le donne) qui met en vedette  Lando Buzzanca et Laura Antonelli, a été entravé par la censure et les démocrates-chrétiens. En effet, c'est un film à clef dont le personnage principal incarné par Buzzanca rappelle explicitement le Premier ministre de l'époque, Emilio Colombo. En 1975, il a réalisé un film d'épouvante parodique avec Dracula, Il cav. Costante Nicosia demoniaco ovvero: Dracula in Brianza (litt. « Le chevalier démoniaque Costante Nicosia ou Dracula à Brianza »), avec Lando Buzzanca et écrit par Pupi Avati et Bruno Corbucci.
En 1976, il réalise une comédie érotique italienne culte, On a demandé la main de ma sœur, avec Edwige Fenech.

### Le western-spaghetti
En 1966, Fulci décide de changer de genre, car il ne veut pas qu'on se souvienne uniquement de lui comme du réalisateur de Franco et Ciccio. Il met donc en scène son premier western-spaghetti, Le Temps du massacre. Mettant en vedette Franco Nero, Nino Castelnuovo et George Hilton et scénarisé par Fernando Di Leo, il est considéré comme l'un des westerns italiens les plus violents de tous les temps. Le réalisateur a qualifié le film d'artaudien, en référence au célèbre théâtre de la cruauté théorisé par le dramaturge français Antonin Artaud. En outre, ce film est un pivot dans la carrière de Fulci, car c'est la première fois qu'il met en scène de la violence, du sadisme et la cruauté.
Fulci revient aux westerns en 1973, en réalisant Croc-Blanc et sa suite Le Retour de Croc-Blanc (1974), deux films tirés du roman homonyme de Jack London. Ce diptyque met en scène Franco Nero et Virna Lisi, et au contraire de ses autres westerns ne comporte pas de scènes violentes et s'adresse à toute la famille ; les deux films ont rencontré un franc succès auprès du public italien,. En 1975, il réalise Les Quatre de l'apocalypse, un western-spaghetti tardif et crépusculaire, considéré comme encore plus violent et féroce que Le Temps du massacre. Le film comporte des scènes extrêmes, comme un shérif écorché vif, des viols et même une scène de cannibalisme. Pour ces raisons, le film a été l'un des rares westerns-spaghetti à être interdit aux moins de 18 ans en Italie. En 1978, Fulci réalise Selle d'argent, avec Giuliano Gemma, un western classique sans scènes de violence extrême, destiné aux familles tout comme les deux films de Croc-Blanc.

### Le giallo

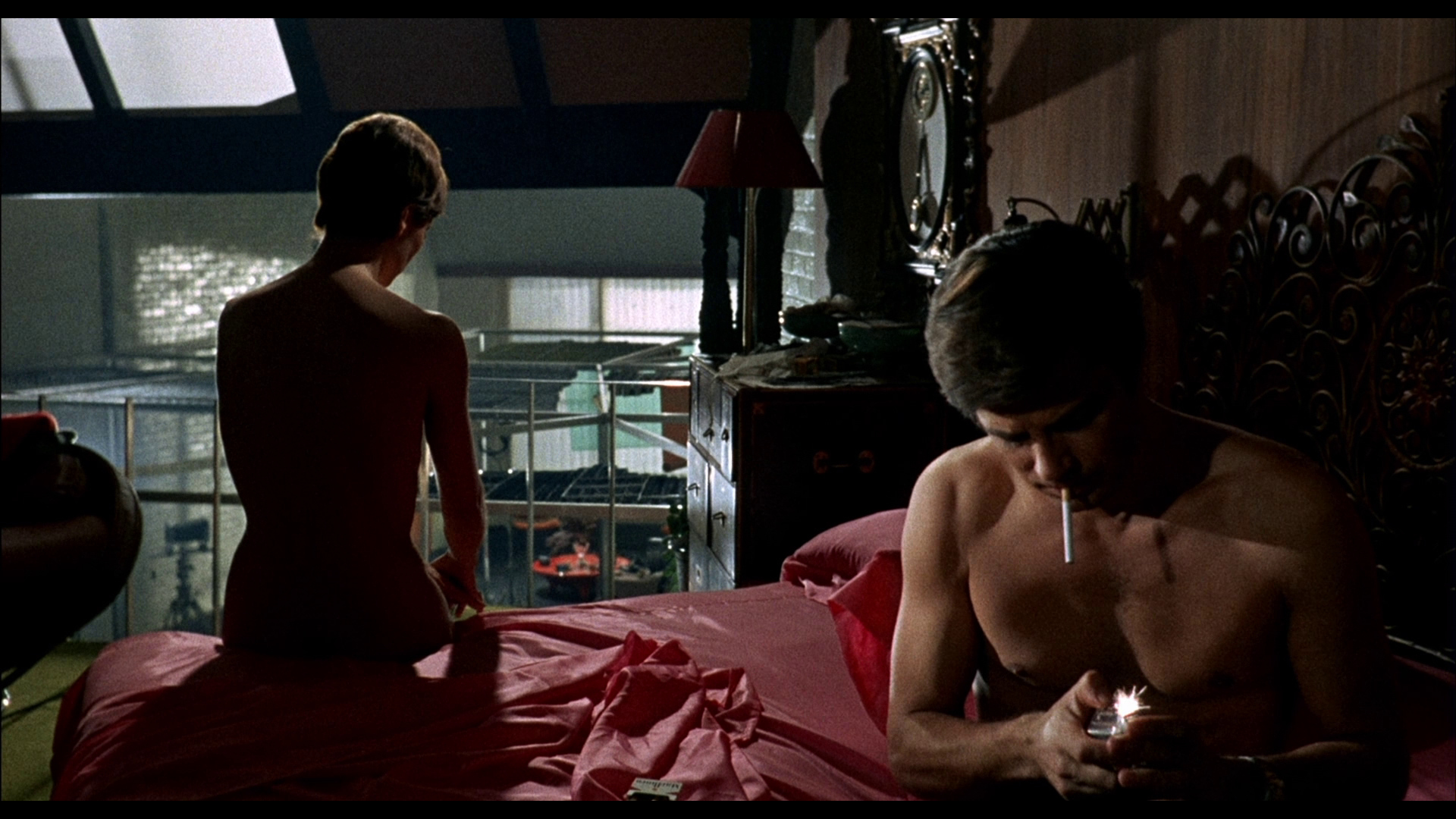
Elsa Martinelli et Jean Sorel dans Perversion Story.

En 1969, Fulci change une nouvelle fois de genre en réalisant son premier giallo, Perversion Story, avec Marisa Mell, Elsa Martinelli et Jean Sorel. Inspiré de Sueurs froides d'Alfred Hitchcock, c'est un giallo classique, sans scènes violentes mais avec des scènes érotiques très osées pour l'époque. Toujours en 1969, Fulci réalise Liens d'amour et de sang, un drame historique inspiré de l'histoire vraie de Beatrice Cenci, une noble romaine exécutée en 1599. Par rapport à l'adaptation cinématographique précédente de cette histoire par Riccardo Freda, Fulci met en avant les aspects les plus violents et érotiques de cette tragédie. Considéré comme l'un des meilleurs films du réalisateur, c'est aussi son « film maudit ». En effet, cette année-là, sa femme se suicide pour échapper aux ravages d'une tumeur diagnostiquée trop tardivement et l'année suivante, sa mère est également décédée.
En 1971, il réalise Le Venin de la peur, son premier giallo extrêmement violent, érotique et onirique, avec Florinda Bolkan et Jean Sorel. Il y filme une scène de vivisection sur des chiens où figurent des cœurs encore palpitants, ce qui provoque un scandale public à la sortie du film. La séquence est tournée de façon si réaliste qu’elle semble authentique. La justice italienne s'apprête à poursuivre le réalisateur pour cruauté envers les animaux. Lucio Fulci évite deux années de prison grâce à l’intervention du concepteur des effets spéciaux Carlo Rambaldi qui présente aux jurés les chiens du film : de simples marionnettes. En 1972, il réalise La Longue Nuit de l'exorcisme, avec Florinda Bolkan, Tomás Milián et Barbara Bouchet. Situé dans l'Italie rurale du Mezzogiorno, c'est un giallo inquiétant et morbide considéré par beaucoup comme le chef-d'œuvre du réalisateur et son film le plus dérangeant. En 1977, il tourne L'Emmurée vivante, beaucoup plus mesuré dans sa violence que les autres gialli du réalisateur, mais encore plus prononcé dans ses aspects oniriques et psychologiques. Il a été salué par la critique comme raffiné du point de vue technique et doté d'une grande histoire, peut-être la plus articulée pour un film de Fulci. Il est souvent étudié dans les écoles de cinéma pour sa capacité à maintenir un suspense maximal jusqu'à la fin du film grâce à des rebondissements continus et inattendus.
Fulci aborde le giallo italien, un genre alors très en vogue grâce au succès des films réalisés par Dario Argento, et le propose dans une tonalité sombre et onirique, se distinguant immédiatement des autres réalisateurs du genre par son style personnel et une violence parfois extrême. Ces gialli sont à la fois des succès commerciaux et des objets de controverse à cause de leur représentation de la violence et de la religion.

### L'épouvante
Le tournant décisif pour le réalisateur a lieu en 1979, lorsqu'il est appelé à réaliser, à la place de Joe D'Amato et Enzo G. Castellari, L'Enfer des zombies. qui devait être une copie du Zombie de George A. Romero, mais qui est devenu un film très personnel. Ce film de zombies tourné en République dominicaine fait de Fulci un maître du gore reconnu internationalement. Lucio Fulci « réinterprète le mythe vaudou du mort-vivant et insiste avec joie sur le gore et la décrépitude des corps ». La scène dans laquelle Olga Karlatos se fait percer l'œil avec une écharde de bois est entrée dans les annales du cinéma d'épouvante, pour sa violence extrême et choquante.

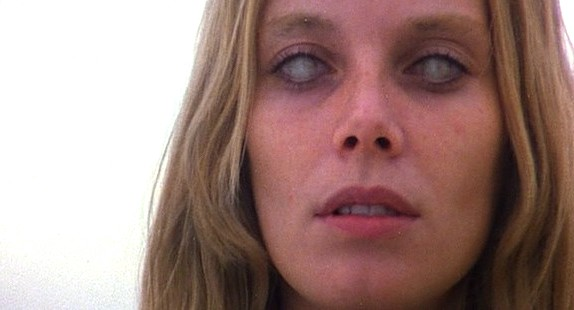
Cinzia Monreale dans L'Au-delà.

Dès lors, le réalisateur a surtout réalisé des films d'épouvante, tels que Frayeurs, L'Au-delà et La Maison près du cimetière, qui ont connu un certain succès auprès du public et ont placé Fulci à égalité avec son compatriote Dario Argento. Avec ces films, Fulci a gagné le nom de « terroriste du genre » et de « poète du macabre ». Même dans le domaine de l'horreur, Fulci a brisé les règles et a montré des clichés sanglants jamais vus auparavant dans le cinéma italien. Il propose des intrigues parfois surréalistes, sans aucune explication logique, visualisées à travers des séquences choquantes et extrêmement violentes. Au moment de leur sortie, ces films sont généralement dénigrés par le grand public qui taxe son œuvre de pure exploitation, mais Fulci est immédiatement adulé par les amateurs d'épouvante, et plus tard une grande partie de son œuvre tend à être appréciée comme une œuvre pionnière. L'Au-delà particulièrement, sorte de long poème gore, baroque et onirique faisant référence au surréalisme, demeure selon de nombreux admirateurs le point d'orgue de la filmographie d'épouvante de Lucio Fulci
Le succès de ces films est également dû aux collaborateurs réguliers du réalisateur, comme Dardano Sacchetti au scénario, Sergio Salvati (it) à la cinématographie, Vincenzo Tomassi (it) au montage, Giannetto De Rossi (it) au maquillage et aux effets spéciaux, Massimo Lentini (it) aux décor et à un producteur qui laissait Fulci très libre, comme Fabrizio De Angelis. Cette première période de films d'épouvante, de 1979 à 1982, est également connue sous le nom de « période Fulvia », du nom de la société de production, et comprend L'Enfer des zombies, Frayeurs, L'Au-delà, La Maison près du cimetière, Le Chat noir, L'Éventreur de New York et La Malédiction du pharaon.
En 1980, Fulci réalise La Guerre des gangs, un poliziottesco noir très violent avec Fabio Testi, avec des scènes dignes de ses films d'épouvante les plus gores : des coups de feu qui transpercent le visage, une femme torturée au chalumeau, des coups de couteau qui lacèrent une poitrine.

### Le post-apocalyptique et le médiéval-fantastique
Fulci s'aventure également dans les genres fantastique et post-atomique, en réalisant 2072, les mercenaires du futur, inspiré de New York 1997 de John Carpenter, et Conquest, inspiré de Conan le Barbare de John Milius. Les deux films comportent des scènes d'horreur.

### Dernières œuvres

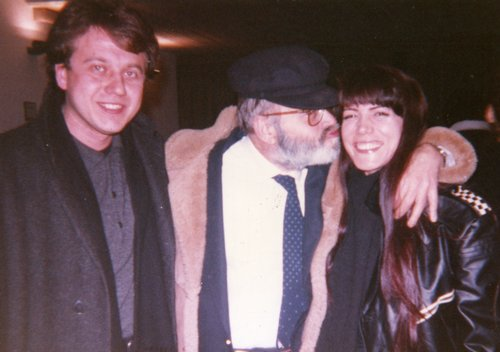
Antonio Tentori avec Lucio Fulci et Alda Teodorani.

En 1984, après avoir réalisé le giallo Murder Rock, qui a eu plus de succès à l'étranger qu'en Italie, une maladie soudaine oblige Fulci à s'éloigner des plateaux. Son retour deux ans plus tard est marqué par de nombreux ratés, qui se concrétisent par des films à petit budget souvent tournés dans des conditions difficiles, qui laissent à peine transparaître son style inimitable. En 1986, il revient derrière la caméra en réalisant Le Miel du Diable, un drame morbide et érotique, suivi un an plus tard par le modeste film d'horreur Aenigma. La réalisation de Zombi 3 a été particulièrement troublée : Fulci avait en tête une version en 3D (le film devait s'intituler Zombi 3D), mais le projet a été abandonné en raison des coûts élevés du film et il a lui-même été contraint d'abandonner le plateau au milieu de la production en raison de sa maladie persistante. Le film a ensuite été terminé par Bruno Mattei et Claudio Fragasso, mais n'a pas connu de succès.
En raison de l'avènement en Italie de la télévision commerciale nationale, qui signe la fin de l'âge d'or du cinéma de genre italien, Fulci se retrouve bientôt avec des budgets de plus en plus réduits et des acteurs pas à la hauteur, se dirigeant vers une fin peu glorieuse de sa longue carrière. Parmi les films de sa dernière période se distingue l'ironique et sanglant Un gatto nel cervello (1990), dans lequel Fulci joue son propre rôle en proie à de terribles cauchemars provoqués par ses propres films. Il connaît un grand succès et est vénéré par les aficionados comme un petit objet de culte. La casa nel tempo est en revanche tourné pour la télévision, mais n'est jamais diffusé en raison de ses images violentes. Durant cette période, des parties du Fantômes de Sodome et de Demonia ont été tournées par lui. Son dernier film sera Le porte del silenzio de 1991, avec John Savage et produit par Joe D'Amato, qui est un adieu sans une goutte de sang, mais qui met en scène une sorte de méditation sur la mort qui devient le testament du réalisateur.

### Mort
Il meurt à son domicile à Rome le 13 mars 1996 à l'âge de 69 ans des suites de complications liées au diabète. Il s'apprêtait à tourner le film Le Masque de cire, qui devait marquer son retour sur grand écran, grâce à une production de Dario Argento. Le film a ensuite été réalisé par Sergio Stivaletti, d'après le scénario écrit par le réalisateur, et dédié à Fulci. Il a d'abord été enterré au cimetière Flaminio, puis au cimetière Laurentino (it) à Rome ; l'épitaphe sur sa stèle affiche « I did it my way » (litt. « J'ai fait les choses à ma façon »).

## Esthétique et style
Lucio Fulci se plaît à aborder des thèmes provocateurs, comme en témoignent ses nombreux conflits avec la censure. Ils choisit des fins ouvertes, circulaires ou cyniques. De plus, ses films font preuve d'une ironie et d'un sarcasme parfois macabres. Les thèmes récurrents de son cinéma sont le doute, le péché, le temps, la mort et la cruauté.
Lucio Fulci a été l'un des premiers réalisateurs italiens à introduire le gore et les scènes extrêmes dans l'horreur, et à visualiser la mort avec un réalisme extrême. La scène la plus récurrente dans les films de Fulci est celle où un personnage se fait percer l'œil. Le réalisateur a déclaré à ce sujet : « L'œil frustré, perverti, détruit, signifie aussi pour moi la perte de la raison. L'œil est une référence surréaliste et dadaïste précise ».
Sur le plan technique, la principale particularité du réalisateur réside dans très gros plans sur les yeux des acteurs, pour mettre en valeur des émotions telles que la peur et le trouble. Il a très souvent recours à des mouvements de caméra complexes et à de longs plans-séquences.
Dans son cinéma d'épouvante, Fulci montrait les scènes de violence et des effusions de sang sans coupures de montage, montrant tout jusqu'au bout comme dans un film pornographique. En témoigne la fameuse scène de l'œil présente dans L'Enfer des zombies, dans laquelle le réalisateur romain montre, sans coupes de montage et avec profusion de détails, l'œil d'une femme transpercé par une écharde de bois, stimulant selon les critiques le sadisme et le voyeurisme du spectateur.

## Hommages
Les œuvres de Fulci ont souvent fait l'objet d'hommages dans le cinéma, la musique et les bandes dessinées :
- Sam Raimi rend hommage à L'Au-delà (1981) de Lucio Fulci dans son film Spider-Man : lors de la transformation de Peter Parker, une image du visage de Tobey McGuire montre la tarentule tuant Michele Mirabella dans le film de Fulci.
- À plus d'une occasion, Quentin Tarantino a cité de nombreux films de Lucio Fulci. Dans Kill Bill : Volume 1, la scène du réveil d'Uma Thurman est accompagnée de la musique de L'Emmurée vivante. Dans Kill Bill : Volume 2, la scène de son enterrement prématuré rappelle celle de Frayeurs, film qui est également cité dans la scène où Gogo Yubari pleure des larmes de sang dans le Volume 1. Dans Kill Bill, il y a également des références à L'Enfer des zombies : lorsque la mariée arrache l'œil de l'un des 88 fous et à Elle Driver. Dans un double épisode de la saison 5 des Experts réalisé par Tarantino en 2005, un personnage porte un T-shirt avec les mots « Lucio Fulci godfather of gore » (litt. « Lucio Fulci, le parrain du gore »).
- Running Man, un film de 1987 basé sur un roman de Stephen King, reprend l'intrigue de 2072, les mercenaires du futur, réalisé par Fulci en 1984.
- Lucio Fulci est également mentionné dans la série de bandes dessinées d'horreur Dampyr (it). Le réalisateur apparaît en effet sous le nom de Louis Fuller, dans l'album Lo schermo demoniaco, un titre évocateur : ce n'est pas un hasard si le scénariste de cette bande dessinée est Maurizio Colombo (it), auteur avec le scénariste et écrivain Antonio Tentori de Lo schermo insanguinato, le premier livre de non-fiction consacré à l'épouvante italienne et qui traitait largement du cinéma de Fulci[30].
- Inspiré par le film L'Au-delà est la bande dessinée américaine The Beyond, tandis que The Gates of Hell est inspiré de Frayeurs. En outre, un album de Dylan Dog s'intitule Voci dal profondo, comme Voix profondes, le film réalisé par Fulci en 1991.
- L'idée présente dans Un gatto nel cervello, à savoir Fulci jouant son propre rôle (un cinéaste en proie à des cauchemars), a été reprise par Wes Craven dans son Freddy sort de la nuit, réalisé en 1994.
- Le groupe suédois Europe a dédié la chanson Seven Doors Hotel au réalisateur italien, un hommage à l'hôtel des Sept Portes du film L'Au-delà.
- Le film Mortelles Confessions, réalisé par Pete Walker en 1975, reprend l'idée de la fin de La Longue Nuit de l'exorcisme.
- Le titre du film Un gatto nel cervello a inspiré la chanson Ho un gatto nel cervello, écrite par l'auteur-compositeur-interprète indie-expérimental Trivo et figurant sur son album Hemotherapy.
- Dans le jeu vidéo d'épouvante Lollipop Chainsaw, l'un des niveaux se déroule dans une salle d'arcade appelée Fulci Fun Center, en hommage au réalisateur.
- Le nom de la protagoniste de l'anime Sankarea, Chihiro Furuya est inspiré du réalisateur.
- Dans le film Shaun of the Dead réalisé par Edgar Wright, lorsque le protagoniste trouve un restaurant dans l'annuaire téléphonique, il remarque qu'il s'appelle Fulci's Restaurant.
- Dans le manga Berserk, Griffith, juste avant d'invoquer la Main de Dieu avec le Bejelit, pleure des larmes de sang, en référence de la scène dans Frayeurs.

## Projets inachevés
Dans les années 1980, Fulci s'était mis en tête de mettre en scène un certain nombre de films, qui n'ont pas vu le jour. Parmi les projets, Nero Romano, un giallo se déroulant à l'époque de l'Empire romain ; Blastfighter, l'exécuteur, un western post-apocalyptique finalement réalisé en 1984 par Lamberto Bava ; Evil Comes Back, une version horrifique de Le facteur sonne toujours deux fois. Il y a d'autres projets inachevés comme L'Au-delà 2 (L'aldilà parte seconda), Croc-Blanc à New York (Zanna Bianca a New York), Un gatto nel cervello 2 et La Mummia. Dans un épisode de l'émission télévisée Ciao Gente, où il était invité avec l'acteur Maurizio Merli, il avait révélé les plans d'une trilogie musicale comprenant Murder Rock et deux films qui n'ont jamais été réalisés, intitulés Killer samba et Thrilling blues.

## Filmographie

### Réalisateur
- 1959 : I ladri
- 1959 : Les Mordus du juke-box (I ragazzi del juke-box)
- 1960 : Les Hurleurs (Urlatori alla sbarra)
- 1962 : Colpo gobbo all'italiana
- 1962 : Deux de la légion (I due della legione)
- 1962 : Les Faux Jetons (Le massaggiatrici)
- 1963 : Un drôle de type (Uno strano tipo)
- 1963 : Les filous font la loi (Gli imbroglioni)
- 1964 : Les Maniaques (I maniaci)
- 1964 : Les Deux Évadés de Sing-Sing (I due evasi di Sing Sing)
- 1964 : 002 Agents secrets (00-2 agenti segretissimi)
- 1964 : Deux Dangers publics (I due pericoli pubblici)
- 1965 : Le Farfelu du régiment (Come inguaiammo l'esercito)
- 1965 : 002 Operazione Luna
- 1965 : Les Deux Parachutistes (I due parà)
- 1966 : Deux loufoques attaquent la Banque d'Italie (Come svaligiammo la Banca d'Italia)
- 1966 : Le Temps du massacre (Tempo di massacro)
- 1967 : Comment nous avons volé la bombe atomique (Come rubammo la bomba atomica)
- 1967 : Il lungo, il corto, il gatto
- 1967 : Au diable les anges (Operazione San Pietro)
- 1969 : Perversion Story (Una sull'altra)
- 1969 : Liens d'amour et de sang (Beatrice Cenci)
- 1971 : Le Venin de la peur (Una lucertola con la pelle di donna)
- 1972 : Obsédé malgré lui (Nonostante le apparenze... e purché la nazione non lo sappia... All'onorevole piacciono le donne)
- 1972 : La Longue Nuit de l'exorcisme (Non si sevizia un paperino)
- 1973 : Croc-Blanc (Zanna Bianca)
- 1974 : Le Retour de Croc-Blanc (Il ritorno di Zanna Bianca)
- 1975 : Les Quatre de l'apocalypse (I quattro dell'apocalisse)
- 1975 : Il cav. Costante Nicosia demoniaco ovvero: Dracula in Brianza
- 1976 : On a demandé la main de ma sœur (La pretora)
- 1977 : L'Emmurée vivante (Sette note in nero)
- 1978 : Selle d'argent (Sella d'argento)
- 1979 : L'Enfer des zombies (Zombi 2)
- 1980 : La Guerre des gangs (Luca il contrabbandiere)
- 1980 : Frayeurs (Paura nella città dei morti viventi)
- 1981 : Le Chat noir (Il gatto nero)
- 1981 : L'Au-delà (...E tu vivrai nel terrore! L'aldilà)
- 1981 : La Maison près du cimetière (Quella villa accanto al cimitero)
- 1982 : L'Éventreur de New York (Lo squartatore di New York)
- 1982 : La Malédiction du pharaon (Manhattan Baby)
- 1983 : Conquest (La conquista)
- 1984 : 2072, les mercenaires du futur (I guerrieri dell'anno 2072)
- 1984 : Murder Rock (Murderock - Uccide a passo di danza)
- 1986 : Le Miel du Diable (Il miele del diavolo)
- 1987 : Aenigma
- 1988 : Soupçons de mort (Quando Alice ruppe lo specchio)
- 1988 : Les Fantômes de Sodome (Il fantasma di Sodoma)
- 1988 : Zombi 3, coréalisé avec Bruno Mattei
- 1989 : La casa nel tempo (téléfilm)
- 1989 : La dolce casa degli orrori (téléfilm)
- 1990 : Hansel e Gretel (téléfilm coréalisé avec Giovanni Simonelli)
- 1990 : Un gatto nel cervello
- 1990 : Demonia
- 1991 : Voix profondes (Voci dal profondo)
- 1991 : Le porte del silenzio

### Scénariste
- 1953 : L'uomo, la bestia e la virtù de Steno
- 1953 : Une fille formidable (Ci troviamo in galleria) de Mauro Bolognini
- 1954 : Totò en enfer (Totò all'inferno) de Camillo Mastrocinque
- 1954 : Les Gaîtés de la correctionnelle (Un giorno in pretura) de Steno
- 1954 : Un Américain à Rome (Un americano a Roma) de Steno
- 1955 : Piccola posta de Steno
- 1955 : Io sono la primula rossa de Giorgio Simonelli
- 1955 : Les Aventures et les Amours de Casanova (Le avventure di Giacomo Casanova) de Steno
- 1958 : Totò nella luna
- 1958 : Le Gendarme, le Voleur et la Bonne (Guardia, ladro e cameriera) de Steno
- 1959 : I ladri de Lucio Fulci
- 1959 : Les Mordus du juke-box (I ragazzi del juke-box) de Lucio Fulci
- 1960 : Letto a tre piazze de Steno
- 1960 : Les Hurleurs (Urlatori alla sbarra) de Lucio Fulci
- 1961 : Totò, Peppino e... la dolce vita de Sergio Corbucci
- 1962 : Deux de la légion (I due della legione) de Lucio Fulci
- 1963 : Un drôle de type (Uno strano tipo) de Lucio Fulci
- 1963 : Les filous font la loi (Gli imbroglioni) de Lucio Fulci
- 1964 : Les Maniaques (I maniaci) de Lucio Fulci
- 1964 : Les Deux Évadés de Sing-Sing (I due evasi di Sing Sing) de Lucio Fulci
- 1964 : 002 Agents secrets (00-2 agenti segretissimi) de Lucio Fulci
- 1964 : Deux Dangers publics (I due pericoli pubblici) de Lucio Fulci
- 1965 : Les Deux Parachutistes (I due parà) de Lucio Fulci
- 1966 : Deux loufoques attaquent la Banque d'Italie (Come svaligiammo la Banca d'Italia) de Lucio Fulci
- 1967 : L'Homme qui a tué Billy le Kid (El hombre que mató a Billy el Niño) de Julio Buchs
- 1967 : Au diable les anges (Operazione San Pietro) de Lucio Fulci
- 1968 : I due crociati de Lucio Fulci
- 1969 : Perversion Story (Una sull'altra) de Lucio Fulci
- 1969 : Liens d'amour et de sang (Beatrice Cenci) de Lucio Fulci
- 1971 : Le Venin de la peur (Una lucertola con la pelle di donna) de Lucio Fulci
- 1972 : Obsédé malgré lui (Nonostante le apparenze... e purché la nazione non lo sappia... All'onorevole piacciono le donne) de Lucio Fulci
- 1972 : La Longue Nuit de l'exorcisme (Non si sevizia un paperino) de Lucio Fulci
- 1974 : Le Retour de Croc-Blanc (Il ritorno di Zanna Bianca) de Lucio Fulci
- 1974 : Les Proxénètes (Ettore lo fusto) d'Enzo G. Castellari
- 1977 : L'Emmurée vivante (Sette note in nero) de Lucio Fulci
- 1980 : Luca le contrebandier (Luca il contrabbandiere) de Lucio Fulci
- 1980 : Frayeurs (Paura nella città dei morti viventi) de Lucio Fulci de Lucio Fulci
- 1981 : Le Chat noir (Il gatto nero) de Lucio Fulci
- 1981 : L'Au-delà (...E tu vivrai nel terrore! L'aldilà) de Lucio Fulci
- 1981 : La Maison près du cimetière (Quella villa accanto al cimitero) de Lucio Fulci
- 1982 : L'Éventreur de New York (Lo squartatore di New York) de Lucio Fulci
- 1984 : 2072, les mercenaires du futur (I guerrieri dell'anno 2072) de Lucio Fulci
- 1986 : L'Enchaîné (La gabbia) de Giuseppe Patroni Griffi
- 1986 : Le Miel du Diable (Il miele del diavolo) de Lucio Fulci
- 1987 : Aenigma de Lucio Fulci
- 1988 : Soupçons de mort (Quando Alice ruppe lo specchio) de Lucio Fulci
- 1988 : Les Fantômes de Sodome (Il fantasma di Sodoma) de Lucio Fulci
- 1990 : Un gatto nel cervello (Un gatto nel cervello) de Lucio Fulci
- 1990 : Demonia de Lucio Fulci
- 1991 : Voix profondes (Voci dal profondo) de Lucio Fulci
- 1991 : Le porte del silenzio de Lucio Fulci
- 1997 : Le Masque de cire (M.D.C. - Maschera di cera) de Sergio Stivaletti

### Acteur
- 1950 : Totò a colori de Steno : Le garçon dans le train
- 1954 : Un Américain à Rome (Un americano a Roma) de Steno : Le garçon qui écoute du jazz
- 1960 : Sanremo - La grande sfida (it) de Piero Vivarelli
- 1967 : Due rrringos nel Texas de Marino Girolami
- 1969 : Perversion Story (Una sull'altra) de Lucio Fulci : Le graphologue
- 1979 : L'Enfer des zombies (Zombi 2) de Lucio Fulci : Le rédacteur en chef du journal
- 1980 : Luca le contrebandier (Luca il contrabbandiere) de Lucio Fulci : L'assassin de Don Morrone à la mitraillette
- 1980 : Frayeurs (Paura nella città dei morti viventi) de Lucio Fulci : Dr Joe Thompson
- 1981 : L'Au-delà (...E tu vivrai nel terrore! L'aldilà) de Lucio Fulci : L'employé municipal
- 1981 : La Maison près du cimetière (Quella villa accanto al cimitero) de Lucio Fulci : Professeur Muller
- 1982 : L'Éventreur de New York (Lo squartatore di New York) de Lucio Fulci : Le chef de la police
- 1982 : La Malédiction du pharaon (Manhattan Baby) de Lucio Fulci : Dr Forrester
- 1984 : Murder Rock (Murderock - Uccide a passo di danza) de Lucio Fulci : Phil, l'agent
- 1986 : Le Miel du diable (Il miele del diavolo) de Lucio Fulci : Le vendeur de bracelets
- 1987 : Aenigma de Lucio Fulci : L'inspecteur de police
- 1990 : Un gatto nel cervello (Un gatto nel cervello) de Lucio Fulci : Dr Lucio Fulci
- 1990 : Demonia de Lucio Fulci : L'inspecteur Carter
- 1991 : Voix profondes (Voci dal profondo) de Lucio Fulci : Le docteur

### Producteur
- 1959 : Les Derniers Jours de Pompéi (Gli ultimi giorni di Pompei) de Mario Bonnard et Sergio Leone
- 1966 : Le Temps du massacre (Tempo di massacro) de Lucio Fulci
- 1980 : Frayeurs (Paura nella città dei morti viventi) de Lucio Fulci
- 1987 : La Malédiction céleste (en) (The Curse) de David Keith
- 1988 : I frati rossi (it) de Gianni Martucci
- 1989 : Massacre (it) d'Andrea Bianchi

### Assistant-réalisateur
- 1989 : Non aver paura della zia Marta (it)
- 1989 : Massacre (it)
- 1989 : Bloody Psycho (it)

### Lucio Fulci présente
En 1988, les producteurs Luigi Nannerini et Antonino Lucidi, d'Alpha Cinematografica, demandent à Fulci de superviser une série de huit films d'horreur pour la télévision. Fulci en a réalisé deux, Soupçons de mort et Les Fantômes de Sodome. Mais en raison du trop grande violence, les films n'ont été diffusés qu'en 1991 par des syndications télévisées et des diffuseurs locaux, puis sortis directement sur vidéocassette l'année suivante. Fulci a inséré certaines scènes de tous les films du cycle, à l'exception de Le porte dell'inferno et de Luna di sangue (it), dans Un gatto nel cervello, convenablement réédité et re-doublé. La liste des films du cycle que Lucio Fulci présente est la suivante : 
- 1988 : Non aver paura della zia Marta (it) de Mario Bianchi
- 1988 : Soupçons de mort (Quando Alice ruppe lo specchio) de Lucio Fulci
- 1988 : Les Fantômes de Sodome (Il fantasma di Sodoma ) de Lucio Fulci
- 1988 : Luna di sangue (it) d'Enzo Milioni (it)
- 1989 : Massacre (it) d'Andrea Bianchi
- 1989 : Le porte dell'inferno d'Umberto Lenzi
- 1989 : Bloody Psycho (it) de Leandro Lucchetti (it)
- 1990 : Hansel e Gretel de Giovanni Simonelli (it)

## Distinctions
- 1980 : Grand Prix du Public au Festival du cinéma fantastique de Paris pour Frayeurs
- 1983 : nomination au Prix du meilleur film au Festival international du film fantastique de Porto (Fantasporto) pour La Maison près du cimetière
- 1986 : Prix Section peur du Festival d'Avoriaz pour Murder Rock

### Livres
- (it) Paolo Albiero et Giacomo Cacciatore, Il terrorista dei generi : Tutto il cinema di Lucio Fulci, Rome, Un mondo a parte, 2004, 400 p. (ISBN 88-900629-6-7)
- Julien Sévéon, Lionel Grenier et Jean-François Rauger, Lucio Fulci - le poète du macabre, vol. 3, Paris, Bazaar&Co, coll. « Cinexploitation », 2010, 183 p. (ISBN 978-2-917339-12-1)
- (it) Antonio Bruschini et Antonio Tentori, Lucio Fulci, il poeta della crudeltà, Rome, Mondo Ignoto, 2004 (ISBN 88-89084-25-1)
- (en) Mike Baronas et Troy Howarth, Splintered visions : Lucio Fulci and his films, Baltimore, Midnight Marquee Press, 2015, 365 p.
- (it) Francesco Basso, Lucio Fulci : le origini dell'horror, Piombino, Il foglio, 2013, 139 p., coll. Saggi
- (en) Chas. Balun, Lucio Fulci : beyond the gates, 2e éd., Key West, Fantasma Books, 1997, 79 p.
- (it) Claudio Calia, Massimo Perissinotto et Niccolò Storai, Lucio Fulci : poeta del macabro, Battipaglia, Nicola Pesce, 2006
- (it) As Chianese et Gordiano Lupi, Filmare la morte : il cinema horror e thriller di Lucio Fulci, Piombino, Il foglio, 2006, 231 p., coll. Splitscreen
- (es) Rubén Higueras, Lucio Fulci : epifanías del horror, Pontevedra, Scifiworld, 2013, 152 p.
- (it) Giovanni Modica, Dardano Sacchetti, Ernesto Gastaldi... [et al.], Sette note in nero di Lucio Fulci : viaggio nel cinema della precognizione e del tempo, Rottofreno, Morpheo, 2008, 232 p.
- (es) Javi Pueyo, Lucio Fulci : autopsia de un cineasta, Les Franqueses del Vallès, Tyrannosaurus Books, 2015, 306 p.
- (it) Michele Romagnoli, L'occhio del testimone : il cinema di Lucio Fulci, Ferrara, Kappalab, 2015, 174 p., coll. Lab
- (en) Stephen Thrower, Beyond terror : the films of Lucio Fulci, 2e éd., Godalming, FAB Press, 2018, 430 p.

### Parties de livres
- Lionel Grenier, « Fulci, le gore et la censure », dans Christophe Triollet (dir.), Gore & violence, La Madeleine, Lettmotif, 2017, coll. Darkness, censure et cinéma no 1, p. 131-144
- Vivien Villani, « Notes sur la collaboration entre Lucio Fulci et Fabio Frizzi », dans Frank Lafond (dir.), Cauchemars italiens : volume 1, le cinéma fantastique, Paris, l'Harmattan, 2011, coll. Champs visuels, p. 115-127

### Numéros spéciaux de revues
- Monster bis : Lucio Fulci, [1996]
- Toutes les couleurs du bis : Lucio Fulci, le maestro du cinéma de genre, no 6, septembre 2014, 84 p.

### Articles de revues
- Stéphane Du Mesnildot, « Les morts contre les vivants : les mondes décomposés de Lucio Fulci », Simulacres, no 5, septembre-décembre 2001, p. 50-57
- Gilles Esposito, « Le cas Fulci : un profil d'exception », Mad Movies : gore, le cinéma de tous les extrêmes, hors série no 63, octobre 2021, p. 52-55
- Lionel Grenier, « Lucio Fulci : dernières lueurs du crépuscule (1983-1991) », CinémagFantastique no 2, 2e semestre 2012, p. 41-43
- Lionel Grenier, « Dossier : Lucio Fulci », Cinétrange : nos années 1980, vol. 1, hors série, 2012
- Vincent Malausa, « Lucio Fulci : l'horreur jusqu'à l'hypnose », Cahiers du cinéma, no 733, mai 2017, p. 94-99
- Pierre Pattin, « Lucio Fulci : poète du macabre », Mad Movies, no 22, 1982, p. 13-23

### Films documentaires
- Fulci Talks d'Antonietta De Lillo, 2021, 80 min.
- Fulci for fake de Simone Scafidi, 2019, 95 min.
- Paura : Lucio Fulci remembered, volume 1 de Mike Baronas et Kit Gavin, 2008, 225 min.